# Emmanuel Roblès
Pour les articles homonymes, voir Roblès.
Emmanuel Roblès, né le 4 mai 1914 à Oran (Algérie) et mort le 22 février 1995 à Boulogne-Billancourt (France), est un écrivain français.

## Biographie

### Jeunesse, études
Emmanuel Roblès naît à Oran dans une famille ouvrière d'origine espagnole. Il fréquente une école primaire du centre d'Oran dénommée école Kargentah puis école Jules-Renard, où il se lie d'amitié avec le peintre Antoine Martinez, qui fera plus tard son portrait. Son père, maçon,  étant mort du typhus quelques mois avant sa naissance, il grandit entouré de sa mère et de sa grand-mère maternelle. L'absence du père devient dès lors une dominante dans son œuvre. Doué pour les études, il entre à l'École normale d'Alger où il a pour condisciple Mouloud Feraoun. À la sortie de l’Ecole Normale, en 1934, il est nommé dans un petit village de l’Oranie puis à Mers-el-Kebir et à l’école de la Marine. Il collabore à Oran Républicain.
Il visite plusieurs pays d'Europe dont l'URSS en 1934, puis l'Indochine et la Chine du Sud en 1935. Il fait son service militaire en 1937 à Blida, puis à Alger.

### Rencontres, débuts dans le journalisme et l'écriture
En septembre 1937, il rencontre Albert Camus à une répétition du théâtre de l'Équipe, ils se découvrent de nombreux points communs et se lient d'amitié. Il rejoint alors le groupe de jeunes écrivains qui se retrouvent autour du libraire-éditeur Edmond Charlot : Camus, René-Jean Clot, Gabriel Audisio, Max-Pol Fouchet et Claude de Fréminville. En 1938 paraît l'Action, son premier roman, et Camus le fait entrer à Alger républicain où il publie, sous le pseudonyme d'Emmanuel Chênes, La Vallée du paradis sous forme de feuilleton. Il prépare aussi une licence d'espagnol à la Faculté des lettres. Il est l'un des premiers à traduire les écrits poétiques de Federico García Lorca. En 1939, il épouse Paulette Puyade, étudiante à la même université, avec laquelle il a un fils en 1942.
La guerre coupe court à ses études.  Il devient alors interprète auxiliaire de l'armée, officier-interprète.   En 1941 il publie son deuxième roman, La Vallée du paradis chez Chario.  Après la libération de l’Afrique au Nord par les Alliés, en 1942, il est remobilisé à l’Etat-Major de l’Air à Alger. Son fils Paul nait la même année.  Après la publication de son troisième roman Travail d’homme, le Général Bouscat, lui propose de devenir correspondant de guerre pour l’armée de l’Air et son hebdomadaire Ailes de France.   Il est envoyé, à ce titre, en Corse, en Sardaigne, et en Italie du sud, et participe à des missions de bombardement sur l'Italie du nord et des îles de l'Adriatique. Il est aussi victime de plusieurs accidents d'avion. Il est démobilisé en avril 1946 à Paris. Il collabore alors à divers journaux : Le Populaire, Gavroche, Combat, Aviation française. 

### Engagements en littérature et prises de position
En 1947 c'est la naissance de sa fille Jacqueline  et son retour à Alger où fonde la revue littéraire Forge ; on y trouve les signatures de Mohammed Dib, Kateb Yacine, Jean Sénac, Ahmed Sefrioui, Malek Ouary. Il anime aussi le Magazine des lettres et des arts de 19 h 15 à Radio Alger : il y dévoile son talent de critique d'art, notamment en consacrant l'une de ses émissions à l'œuvre du peintre Maurice Boitel. En 1948, il reçoit le prix Femina pour Les Hauteurs de la ville. Il rédige sa première pièce de théâtre, Montserrat. L'œuvre, créée le même jour à Alger et à Paris (au théâtre de la Gaîté-Montparnasse), obtient tout de suite un retentissement considérable et reçoit le prix du Portique en juin 1948.
Il fonde, en 1951, aux Éditions du Seuil, la collection « Méditerranée » , qui révèle des écrivains comme Mouloud Feraoun, Mohammed Dib, José Luis de Vilallonga et Marie Susini. En 1952 sa pièce  La vérité est morte est jouée à la Comédie-française et il publie  un roman qui connaît un vif succès : Cela s'appelle l'aurore, éponyme d'un film de Luis Buñuel sorti en 1955. Il se passionne également pour une compagnie théâtrale d'amateurs Le Théâtre de la rue, dont il est l'un des fondateurs. Il voyage au Mexique, en 1954, et au Japon, en 1957, ce qui lui inspire respectivement les romans Les Couteaux et L'Homme d'Avril. 
En 1956, il participe au Comité pour la trêve civile en Algérie et préside l'appel à la trêve du 22 janvier. En 1958, il perd son fils Paul, mort accidentellement ; il appelle alors à ses côtés son ami Albert Camus. À la mort de celui-ci, il fait partie du premier cercle qui soutient Francine Camus. Après l'assassinat par l'OAS de Mouloud Feraoun le 15 mars 1962, il obtient la publication du Journal 1955-1962, tenu par ce dernier jusqu'à la veille de sa mort et dont il rédige la préface.
Il travaille aussi pour des adaptations et dialogues dans plusieurs films et téléfilms. À Paris, il devient membre du comité directeur du mouvement Peuple et culture. Il devient membre de l'académie Goncourt en 1973 (élu au fauteuil de Roland Dorgelès). Il fut membre du comité d'honneur de la Maison internationale des poètes et des écrivains de Saint-Malo.
En 1984, malgré son âge et son diabète, il se rend dans la région autonome du Tibet. Il y rencontre l'écrivain Yixi Danzeng, le dirigeant politique Ngapo Ngawang Jigmé. Il tire de ce voyage un livre intitulé Routes tibétaines, publié chez Grasset en 1986 (et réédité en 1997),. 
Víctor Alba remarque qu'après sa visite, et peu de temps avant une révolte de Tibétains contre les Chinois, il a affirmé qu'il régnait au Tibet une liberté religieuse absolue. Le sinologue Philippe Paquet voit en lui un « propagandiste de la cause chinoise ».
Il remet son dernier manuscrit, Camus, frère de Soleil, à son éditeur quelques jours avant sa mort.

### Postérité
Depuis 1991, la ville de Blois décerne chaque année le prix Emmanuel-Roblès du premier roman.
Les archives et la correspondance d'Emmanuel Roblès sont déposées à la bibliothèque francophone multimédia de Limoges.
Le fonds Emmanuel Roblès, constitué notamment de la bibliothèque personnelle de l’écrivain, est une des composantes du fonds patrimoine méditerranéen de la Bibliothèque Inter Universitaire de Montpellier.

## Œuvres

### Romans
- 1938 : L'Action (réédition le Seuil, 1996)
- 1941 : La Vallée du paradis
- 1942 : Travail d'homme (réédition le Seuil, 1996) – Grand prix littéraire de l'Algérie 1942[11]
- 1948 : Les Hauteurs de la ville, éditions Charlot (réédition le Seuil, 2012) – prix Femina 1948
- 1952 : Cela s'appelle l'aurore - Prix Eugène Carrière de l’Académie française en 1953
- 1954 : Federica
- 1956 : Les Couteaux (roman sur le Mexique)
- 1961 : Le Vésuve
- 1962 : La Remontée du fleuve - Prix Broquette-Gonin (littérature) de l’Académie française en 1964
- 1968 : La Croisière
- 1970 : Un printemps d'Italie
- 1974 : Saison violente
- 1976 : Un amour sans fin
- 1977 : Les Sirènes
- 1979 : L'Arbre invisible
- 1981 : Venise en hiver
- 1985 : La Chasse à la licorne
- 1988 : Norma, ou l'Exil infini
- 1992 : L'Herbe des ruines

### Nouvelles

#### Recueils
- 1944 : Nuits sur le monde (recueil inspiré par ses voyages)
- 1951 : La Mort en face
- 1959 : L'Homme d'Avril (recueil de nouvelles sur le Japon)
- 1972 : L'Ombre et la rive
- 1990 : Les Rives du fleuve bleu
- 1994 : Erica
- 2014 : Malika et autres nouvelles d'Algérie (éd. El Kalima, Alger)

#### Nouvelles
- 1942 : La Marie des quatre vents
- La Citadelle : relate la confrontation, lors de la guerre d'Espagne (1936-1939), entre un officier franquiste et un prisonnier, son beau-frère, qu'il doit faire fusiller.

### Théâtre
- 1941 : Île déserte, Le Seuil
- 1941 : Interlude
- 1949 : Montserrat pièce en 3 actes, éd. Charlot ; Le Seuil
- 1952 : La vérité est morte pièce en 3 actes, Le Seuil
- 1953 : L'étrange immeuble de la rue Marconi (comédie en trois actes ; rééditée sous le titre L'Horloge)
- 1958 : L'Horloge (traduction anglaise : The Clock)
- 1958 : Porfirio (traduction anglaise : Porfirio)
- 1965 : Plaidoyer pour un rebelle (traduction anglaise : Case for a Rebel) - Prix Paul-Hervieu de l’Académie française en 1966
- 1965 :  Mer libre
- 1984 : Un Château en novembre
- 1987 : La Fenêtre
- 1991 : Les Yaquils
- 1994 : Lanterne magique

#### Adaptation
- 1950 : Le vieux jaloux de Cervantes
- 1960 : Carlotta de Miguel Mihura, mise en scène Jacques Mauclair, théâtre Édouard VII
- 1960 : Un raisin au soleil (A Raisin in the Sun)  de Lorraine Hansberry, mise en scène de Guy Lauzin, à la Comédie-Caumartin (Paris)

### Poésie
- 1990 : Cristal des jours

### Autobiographie
- 1961 : Jeunes Saisons

### Autres publications
- 1975 : Capuche , illustrations de Jean Garonnaire, Robert Laffont Dauphin bleu (conte pour enfants), 19 p.
- 1986 : Routes tibétaines chez Grasset (récit de voyage) ; réédité en 1997.
- 1988 : Albert Camus et la trêve civile (critique).
- 1995 : Camus, frère de soleil (biographie).

## Filmographie
- 1955 : Cela s'appelle l'aurore de Luis Buñuel, adapté du roman de Roblès.
- 1967 : L'Étranger de Luchino Visconti, co-scénariste… et acteur !

### Sur le théâtre
- Marie J. Petrone Kilker, The Theatre of Emmanuel Roblès: An American Introduction with a Checklist on Criticism and Production, Southern Illinois University, 1972, 470 p.
- Josette Frigiotti, « Roblès dramaturge, essai de théâtre comparé », conférence prononcée en novembre 1968, au théâtre des Buttes-Chaumont, Éditions Scènes de France, 1972, 62 p.